# Blush (film, 1995)
Pour les articles homonymes, voir Blush.
Pour plus de détails, voir Fiche technique et Distribution.
Blush (chinois simplifié : 红粉 ; chinois traditionnel : 紅粉 ; pinyin : Hong fen) est un film chinois de 1995 sur l'expérience de deux femmes au cours d'une campagne de réééducation des prostituées en République populaire de Chine. Il a été réalisé par Li Shaohong et inclut dans les interprètes Wang Zhiwen. Le film est une co-production entre Hong Kong Ocean Film et Beijing Film Studio. Il est tiré du roman éponyme de l'écrivain Su Tong,.
Il a remporté l'Ours d'Argent pour une contribution exceptionnelle au 45e Festival de Berlin en 1995, et le premier prix au Festival international du film d'Inde de 1996.